# Biron (Pirenéus Atlânticos)
Biron é uma comuna francesa na região administrativa da Nova Aquitânia, no departamento dos Pirenéus Atlânticos. Estende-se por uma área de 4,00 km². Em 2010 a comuna tinha 679 habitantes (densidade: 169,8 hab./km²).